# 李松山
李松山（1956年2月—），男，河南方城人，中华人民共和国军事人物，少將，西安政治学院军队政治工作学专业在职硕士学位，曾在国防大学联合战役指挥班学习。曾任青海省军区司令员、中共青海省委常委。

## 生平
1974年11月入伍。1997年10月，任步兵第四师副师长。2005年5月，任南疆军区副参谋长。2010年12月，任甘肃省军区副司令员。2011年5月，任青海省军区参谋长。2013年2月，任新疆军区副司令员。2013年12月，任青海省军区司令员。2014年8月，任中共青海省委常委，青海省军区司令员；2017年5月，卸任中共青海省委常委。